# Utkir Yusupov
Utkir Yusupov, né le 4 janvier 1991 en République socialiste soviétique kazakhe, est un joueur de football international ouzbek, qui évolue au poste de gardien de but au Foolad Khouzistan.

## Biographie

### Carrière en sélection
Il joue son premier match en équipe d'Ouzbékistan le 16 octobre 2018, en amical contre le Qatar (victoire 2-0).
En janvier 2019, il est retenu par le sélectionneur Héctor Cúper afin de participer à la Coupe d'Asie des nations, organisée aux Émirats arabes unis, où il officie comme gardien remplaçant.

## Palmarès
- Vainqueur de la Coupe d'Ouzbékistan en 2015 avec le Nasaf Qarshi